# Cisternino
Cisternino es una localidad italiana de la provincia de Brindisi, región de Puglia, con 11.914 habitantes.

## Evolución demográfica
| Gráfica de evolución demográfica de Cisternino entre 1861 y 2001 |
|                                                                  |
| Fuente ISTAT - elaboración gráfica de Wikipedia                  |